# Departamento de Quillota
El Departamento de Quillota se ubicó en la antigua provincia de Valparaíso, y su comuna cabecera departamental fue la ciudad de Quillota.

## Origen
La ciudad, fue fundada en 1717 con el nombre de Villa San Martín de la Concha. En la zona central de la actual Región de Valparaíso. Hacia fines del siglo XIX se conforma el territorio como Intendencia para más tarde pasar a generar un Departamento Provincial, compuesto por las comunas de Quillota, Calera, Llay-Llay, Hijuelas, Nogales y Quintero, considerándose un solo departamento electoral. Este proceso se realizó mediante el Decreto N° 8.583 del 30 de diciembre de 1927.
Por medio de la Ley n.º 5.299 (21 de noviembre de 1933) se creó la comuna de La Cruz, que se constituyó como una subdelegación más, separándola del municipio de Quillota.

## Subdelegaciones
| Municipalidad | Subdelegaciones   |
| ------------- | ----------------- |
| Quillota      | 1a, Macaya        |
| Quillota      | 2a, Estación      |
| Quillota      | 3a, San Ignacio   |
| Quillota      | 4a, Mercado       |
| Quillota      | 5a, San Pedro     |
| Quillota      | 6a, La Palma      |
| Quillota      | 7a, Pocochay      |
| Quillota      | 8a, Charrabata    |
| Quillota      | 19a, El Boco      |
| Calera        | 10a, Calera       |
| Calera        | 11a, Ocoa         |
| Llay-Llay     | 12a, Llay-Llay    |
| Llay-Llay     | 20a, Montenegro   |
| Hijuelas      | 13a, Romeral      |
| Hijuelas      | 14a, Las Hijuelas |
| Nogales       | 15a, Los Nogales  |
| Nogales       | 16a, El Melón     |
| Quintero      | 17a, Puchuncaví   |
| Quintero      | 18a, Quintero     |
| La Cruz       | 9a, La Cruz       |